# سمعان باسيل
سمعان باسيل (1965 -) هو رئيس مجلس الإدارة والمدير العام لبنك بيبلوس ش.م.ل، ثالث أكبر بنك مدرج في لبنان، ورئيس مجلس الإدارة بنك بيبلوس للاستثمار. وعضو مجلس إدارة جمعية البنوك في لبنان (ABL).

## نشأته
وُلد باسيل في لبنان عام 1965، وهو ابن المصرفي اللبناني البازر ورئيس بنك بيبلوس فرانسوا باسيل، وهو أخو المصرفية اللبنانية جمانة باسيل شلالا التي ولدت في العام التالي من ولادته 1966، كان جده قد أسس «سوسيتيه كوميرشال إت إغريكول بيبلوس فريريز وشركاه»، وهي شركة لبنانية تركز في الأساس على دباغة الحرير الطبيعي والجلود بالإضافة إلى أنشطة ائتمانية زراعية واستهلاكية، وفي عام 1950 غيرت الشركة اسمها إلى بنك بيبلوس.
تنتمي عائلة سمعان باسيل أيضًا إلى خلفية مصرفية، حيث كانت العائلة وراء إنشاء بنك لاتي ش.م.ل، وأحد أقدم البنوك اللبنانية تم إنشائه عام 1924. ووالده فرانسوا سمعان باسيل هو من الأعضاء المؤسسين لبنك بيبلوس، ورئيس مجلس إدارة البنك منذ 1979 حتى 2015. 
في عام 1988 حصل سمعان باسيل على بكالوريوس في إدارة الأعمال من جامعة بوسطن بالولايات المتحدة، ثم في 1996 حصل على درجة الماجستير في إدارة الأعمال والإدارة من كلية كامبردج لإدارة الأعمال بجامعة كامبريدج في إنجلترا.
سمعان باسيل متزوج من نايلة بيطار، ولديه أربعة أبناء: فرانسوا، رامي، ريا، وكارل. 

## حياته المهنية
بدأ باسيل مسيرته المهنية في عام 1988، حيث عمل لصالح بنك (بالإنجليزية: Fidelity Bank)‏ في الولايات المتحدة. في عام 1989 انتقل إلى بلجيكا، حيث شغل منصب مسؤول الائتمان والتسويق الريفي في بنك بيبلوس أوروبا. وفي عام 1992 عاد سمعان إلى لبنان، حيث انضم إلى بنك بيبلوس ش.م.ل. وفي عام 2000 تم انتخابه نائبًا لرئيس مجلس الإدارة والمدير العام لبنك بيبلوس، وخلال الفترة بين 2000 إلى 2004 تقلد عدة مناصب داخلية مثل رئيس مجلس إدارة بنك بيبلوس سوريا، ونائب رئيس مجلس إدارة بنك بيبلوس أفريقيا، وعضو مجلس إدارة بنك بيبلوس أوروبا. في عام 2015، تم انتخاب سمعان رئيسًا ومديرًا عامًا لبنك بيبلوس ش.م.ل. 
في عام 2017 حصل سمعان على وسام التاج من قبل الملك فيليب ملك بلجيكا تقديرًا لخدماته. سمعان عضو مؤسس في لجنة ترميم المكتبة الوطنية اللبنانية. كما أنه عضو سابق في مجلس إدارة كل من بورصة بيروت وجمعية تجار بيروت. 

## المنشورات
بالإضافة إلى كونه مصرفيًا يهوى سمعان باسيل جامع الآثار البريدية التاريخية، وله اهتمامات دائمة في علم الآثار والتاريخ. ففي عام 2009 نشر كتابًا باللغتين العربية والفرنسية بعنوان «سبعون عاماً من تاريخ البريد في مكتب البريد الفرنسي في بيروت (1845-1914)» (بالفرنسية: Soixante-dix ans d'histoire postale du bureau de poste français à Beyrouth (1845-1914))‏. وفي عام 2011 حصل عليه الكتاب على الميدالية الذهبية من جمعية شيكاغو لهواة جمع الطوابع.  تبع ذلك مجلد باللغة الإنجليزية بعنوان: «تاريخ البريد الفرنسي في طرابلس (1852-1914)» في عام 2013، وكتب مقدمة هذا الكتا رئيس الأكاديمية الفرنسية فيليتلي والمؤرخ البريدي الفرنسي الشهير روبرت أبينسور.